# Centro Educacional Carneiro Ribeiro
O Centro Educacional Carneiro Ribeiro ou Escola Parque é uma instituição de ensino localizada nos bairros da Liberdade, Caixa D'água, Pero Vaz e Pau Miúdo, no município de Salvador, no estado da Bahia, no Brasil. É considerada uma instituição de ensino pioneira no país por trazer, em sua gênese, a proposta então revolucionária de educação profissionalizante e integral voltada para as populações mais carentes. Teve, por idealizador, o pedagogo Anísio Teixeira e foi concretizada no governo de Otávio Mangabeira. Seu nome homenageia o educador baiano Ernesto Carneiro Ribeiro.

## Histórico
Inaugurado em 21 de setembro de 1950, o Centro revolucionou as propostas educacionais no país e deu projeção nacional ao seu idealizador, o baiano Anísio Teixeira. Faziam parte, das suas propostas de ensino, a realização de cursos de corte e costura, marcenaria e trabalho sobre couro, além de cursos de arte com a participação de artistas como Mário Cravo e Carybé - autores de alguns gigantescos painéis que ornamentam as instalações da escola. Carybé, que era argentino, no mesmo ano de sua atuação na escola, 1950, mudou-se definitivamente para Salvador, onde residiria até sua morte.
O projeto, popular e voltado para a inclusão social, não teve, entretanto, seguimento pelos governos seguintes, vindo a ser mesmo abandonado em suas propostas iniciais, sobretudo durante o Regime Militar, o qual cassaria seu idealizador, Anísio Teixeira.
| “ | Com o advento do golpe militar de 1964, a luta pela escola pública sofre um duro revés, que se aprofunda cada vez mais, até os dias atuais, passando até mesmo dos limites que a própria Igreja esperava não ver ultrapassados. A derrota dos interesses populares faz com que o Plano Nacional de Educação de 1962, obra meticulosamente construída, passo a passo, por Anísio Teixeira, seja interrompido, logo após a estreia no ano de 1963. Uma vez mais, e agora definitivamente, Anísio é afastado da educação em consequência da situação política, como que a provar que sua trajetória de educador é incompatível com os regimes de exceção. Aposentado compulsoriamente do serviço público, em abril de 1964, é submetido a um inquérito policial militar, mas nada consegue ser provado contra ele. | ” |

## Situação atual
As suas instalações sofreram degradação com o tempo, tendo passado entretanto por algumas reformas físicas, ocorridas sobretudo durante o ano 2000 e realizadas pelo governo do estado.

## Legados
A Escola Parque serviu de inspiração para uma iniciativa similar de mesmo nome na cidade de São Paulo nos idos de 1947 que, por sua vez, influenciou fortemente os projetos arquitetônicos dos 21 Centros Educacionais Unificados construídos em São Paulo no início do século XXI. Segundo alguns estudiosos, a escola também teria inspirado a criação dos Centros Integrados de Educação Pública no Rio de Janeiro durante a década de 1980 pelo então secretário estadual de educação Darcy Ribeiro.